# Condor Flugdienst
Condor Flugdienst GmbH, abbreviato in Condor, è una compagnia aerea charter tedesca con sede a Neu-Isenburg. Opera voli di linea verso destinazioni nel Mediterraneo, in Asia, in Africa, in Nord America, in Sud America e nei Caraibi.
Il suo hub principale è l'Aeroporto di Francoforte sul Meno, dal quale decolla la maggior parte dei suoi voli a lungo raggio; opera inoltre verso il Mediterraneo da diverse basi secondarie in tutta la Germania.
È stata sussidiaria del tour operator britannico Thomas Cook, fino al fallimento di quest'ultimo nel 2019, oltre che partner di Lufthansa, proprietaria precedente, di cui ha continuato a utilizzare il suo programma frequent flyer Miles&More e le sue business lounge all'Aeroporto di Francoforte sul Meno, fino al 2024.
Dal 2021 la proprietà della compagnia è in mano al fondo d'investimento britannico Attestor Capital.

## Storia

### 1955–1959: Gli inizi
La compagnia aerea venne fondata il 21 dicembre del 1955 con il nome di Deutsche Flugdienst GmbH da Norddeutscher Lloyd (27.75%), Hamburg America Line (27.75%), Lufthansa (26%) e Deutsche Bundesbahn (18.5%). La flotta iniziale, che era composta da 3 Vickers VC.1 Viking in una configurazione da 36 passeggeri, venne basata all'Aeroporto di Francoforte sul Meno, l'hub di Lufthansa. Le operazioni di linea cominciarono il 29 marzo del 1956, con voli di pellegrinaggio verso Israele. Ulteriori destinazioni che si aggiunsero nel primo anno di attività furono Maiorca e Tenerife. Nel 1959 Lufthansa acquistò oltre il 95.5% delle quote, rendendola la sua prima sussidiaria post-guerra.

### 1960–1969
Nel 1961, la Deutsche Flugdienst acquistò la sua rivale Condor-Luftreederei (fondata nel 1957 da August Oetker), cambiando il suo nome in Condor Flugdienst GmbH, reintroducendo il nome "Condor" nel gruppo Lufthansa (in precedenza appartenuto a una sussidiaria brasiliana di nome Syndicato Condor, attiva tra il 1928 e il 1943). Nel 1962, Condor Flugdienst trasportò circa 32.000 passeggeri (dei quali 18.400 da e per Maiorca) ed ebbe una quota di mercato del 63.3% tra le compagnie aeree leisure tedesche. Nel 1966 vennero introdotte le prime rotte di lungo raggio, con voli verso la Thailandia, lo Sri Lanka, il Kenya e la Repubblica Dominicana.

### 1970–1979: La compagnia leisure dominante

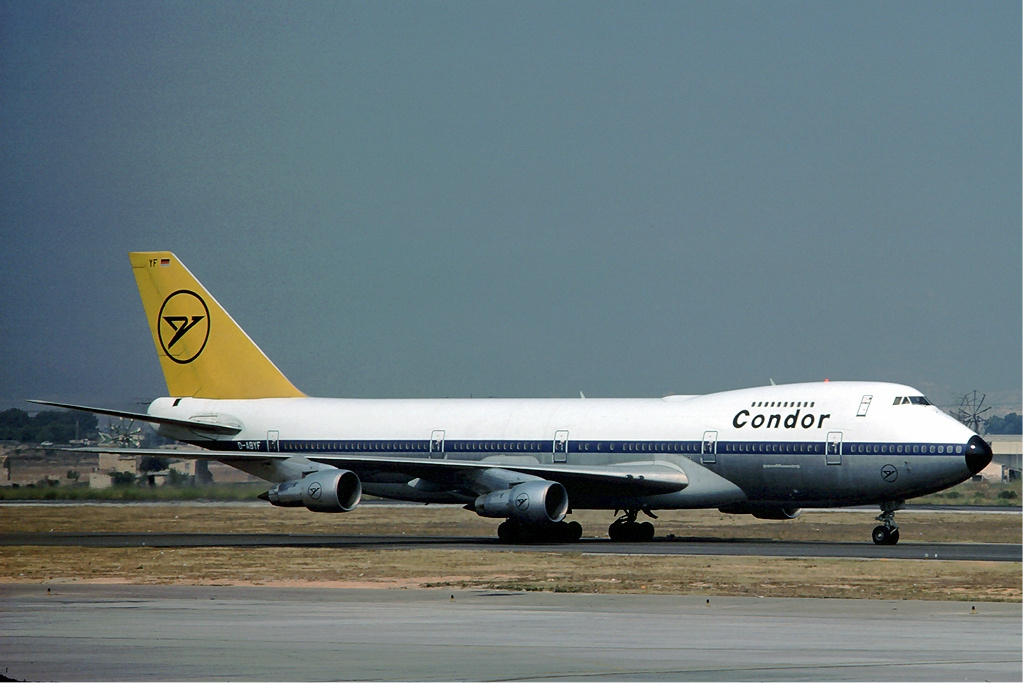
Un Boeing 747-200 nel 1976.

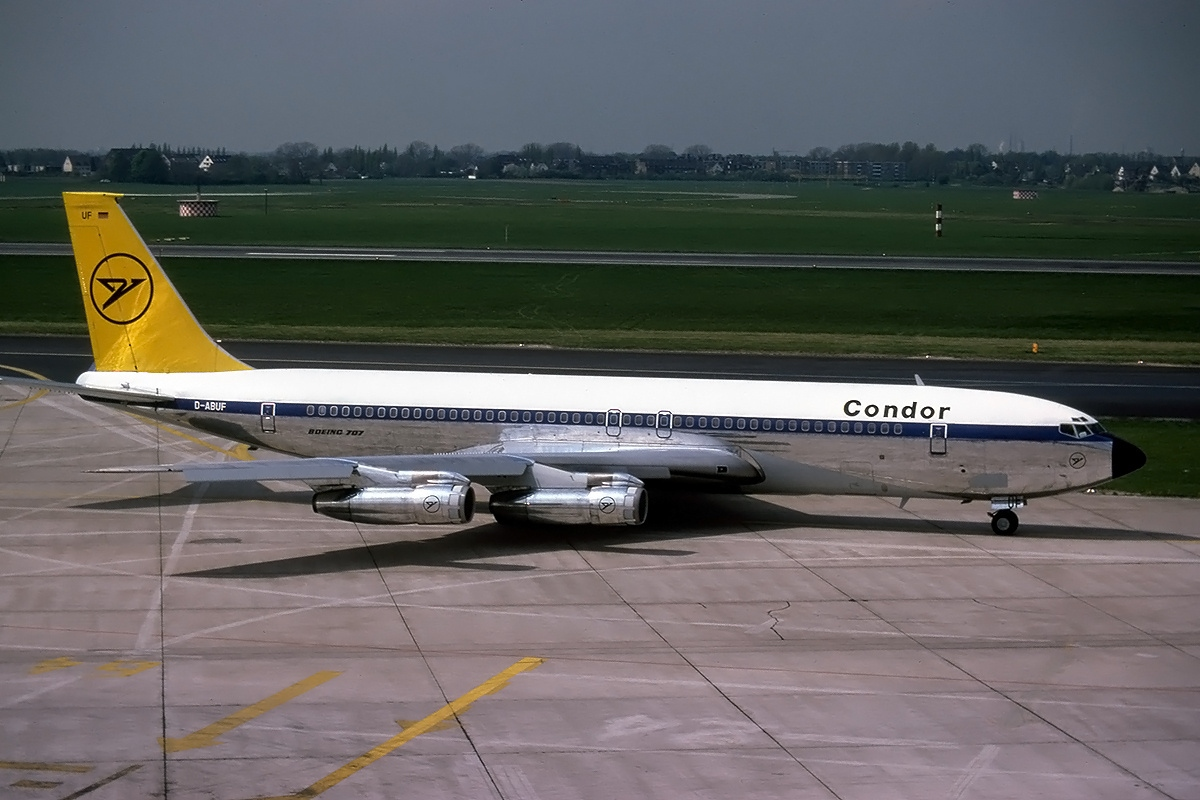
Un Boeing 707-300 nel 1978.

Nel 1971, Condor divenne la prima compagnia aerea leisure a livello mondiale ad avere dei Boeing 747 (ai tempi l'aeromobile con più alta capienza di passeggeri) nella sua flotta. Nel 1973 la compagnia generò un fatturato di 291 milioni di DM (l'allora equivalente di circa 78.2 milioni di €), superando il guadagno di qualsiasi altra compagnia aerea leisure. Al tempo, la flotta di Condor era formata da 2 Boeing 747-200, 2 Boeing 707 e 10 Boeing 727.

### 1980–1989

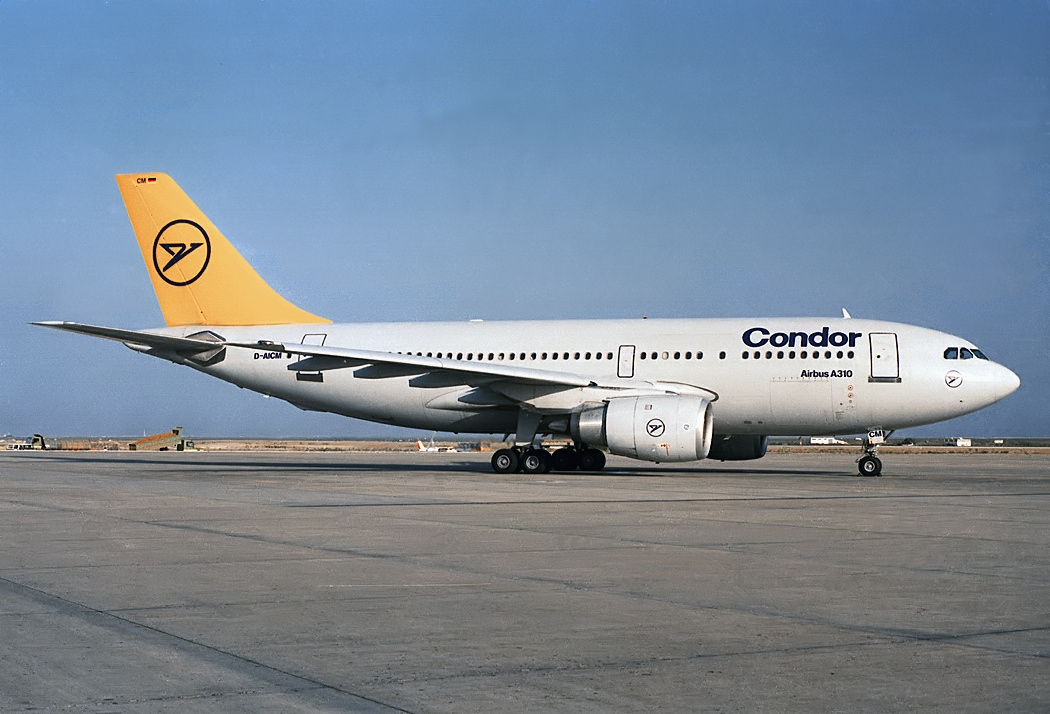
Un Airbus A310-203 nel 1987.

Negli anni '80 venne introdotto il servizio Condor Individuell, che permetteva ai passeggeri di prenotare i voli senza utilizzare un'agenzia turistica. Nel 1989 venne fondata SunExpress, una joint venture tra Condor e Turkish Airlines che puntava sul traffico turistico tra la Germania e la Turchia.

### 1990–1999
Condor aggiunse i Boeing 757 e i Boeing 767 alla sua flotta, operati dalla compagnia aerea Südflug, una sussidiaria di Condor. Nel 1991, come primo vettore leisure, Condor introdusse una Comfort class (Business class), più comoda e spaziosa, sui propri Boeing 767 nelle rotte di lungo raggio. Nell'autunno del 1992 la sussidiaria Südflug venne integrata nel gruppo Condor. Nel 1995 Condor estese la sua partecipazione in altre società: Alpha Holding GmbH (30%), Kreutzer Touristik GmbH (37.5%), Fischer Reisen GmbH (100%) e Öger Tours GmbH con il 10%, che divennero parte del Condor Tourism Group. Condor inoltre acquistò il 40% delle azioni di SunExpress da Lufthansa, incrementandole successivamente al 50%.
Nel 1996, per festeggiare il quarantesimo anniversario dalla fondazione della compagnia, il pittore statunitense James Rizzi creò una livrea speciale che venne applicata su uno dei Boeing 757 della compagnia. Con un ordine di 12 aeromobili, la compagnia divenne cliente di lancio della versione allungata del Boeing 757-300.
Nel 1998 Condor Flugdienst GmbH venne acquistata da C&N Touristic AG (in seguito divenuta Thomas Cook AG). Con la fusione di Condor Flugdienst GmbH e NUR Touristic GmbH, Lufthansa e KarstadtQuelle AG divennero entrambi partner con il 50% delle azioni della compagnia aerea a testa. Nel 1998 venne fondata la sussidiaria Condor Berlin GmbH, con sede all'Aeroporto di Berlino-Tegel. Al contrario di tutte le altre compagnie aeree tedesche, a Condor non era stato concesso di operare su Berlino Ovest fino al 1990. In questo periodo la compagnia cominciò a sostituire i Boeing 737 a corto raggio con degli Airbus A320. Nei primi anni del 2000, l'attività di Berlino venne spostata all'Aeroporto di Berlino-Schönefeld.

### 2000–2009: Il passaggio al gruppo Thomas Cook

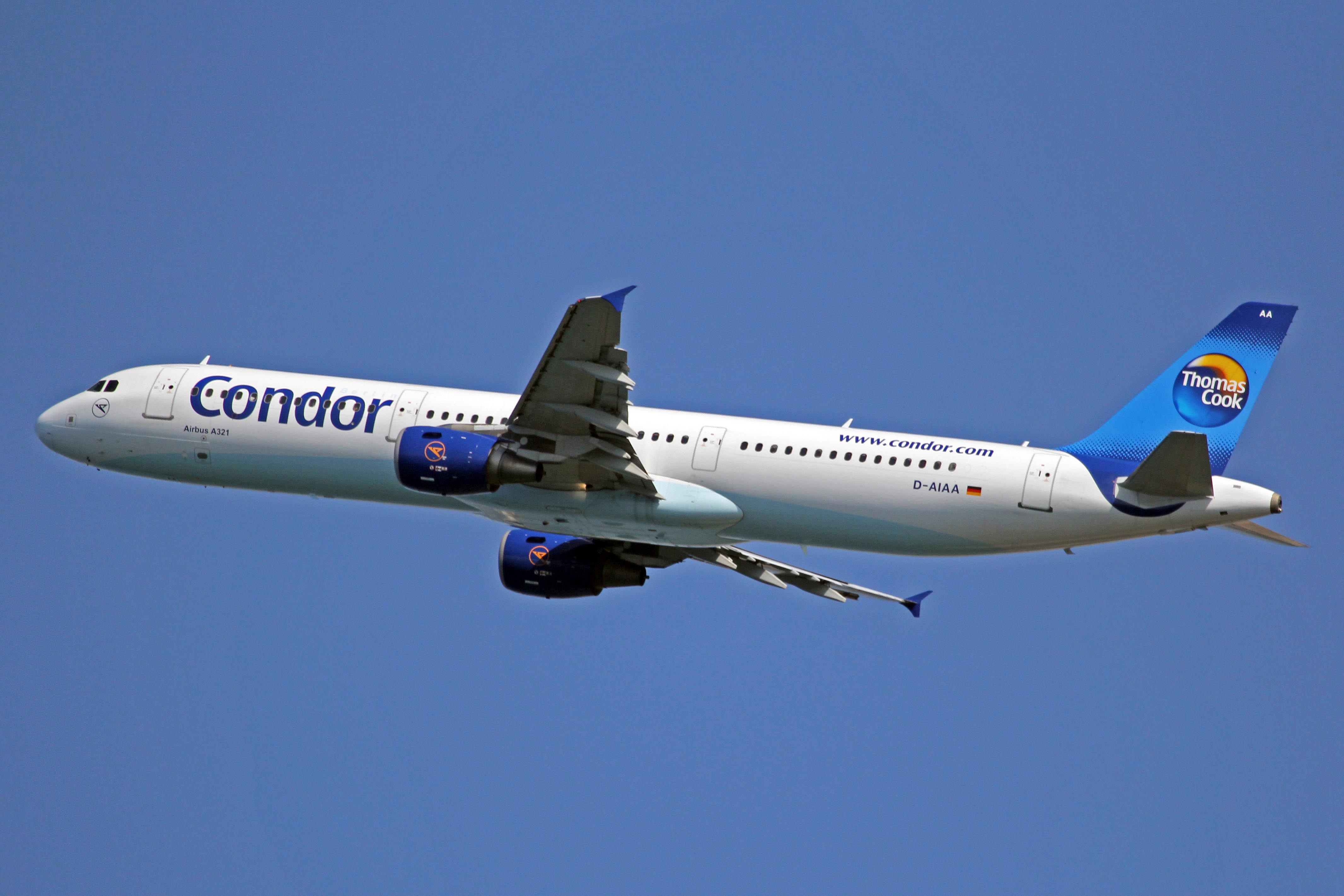
Un Airbus A321-200 con la livrea del gruppo Thomas Cook.

Dal 2000 in poi, le azioni di Lufthansa vennero gradualmente acquistate da Thomas Cook. Il processo di trasformazione dell'azienda da una sussidiaria Lufthansa a una sussidiaria Thomas Cook iniziò con la rinominazione della società in "Thomas Cook powered by Condor", il 1 marzo 2003. Venne introdotta una nuova livrea, con il logo di Thomas Cook sulla coda degli aeromobile e la parola "Condor" scritta con il font utilizzato da Thomas Cook Airlines. Il 23 gennaio 2004, la compagnia è divenuta parte di Thomas Cook AG ed è tornata a utilizzare il nome Condor. A dicembre 2006 le azioni di Lufthansa ammontavano solo a una quota di minoranza del 24.9%.
Il 20 settembre 2007, poco dopo aver acquistato LTU International, Air Berlin annunciò la sua intenzione di acquistare Condor tramite un accordo di scambi azionari. Le intenzioni erano di scambiare il 75.1% delle azioni possedute da Thomas Cook, con la restante quota di Lufthansa da acquistare nel 2010. In cambio, Thomas Cook avrebbe ottenuto il 29.99% delle azioni Air Berlin. L'11 settembre 2008 il piano venne abbandonato.

### 2010–2019

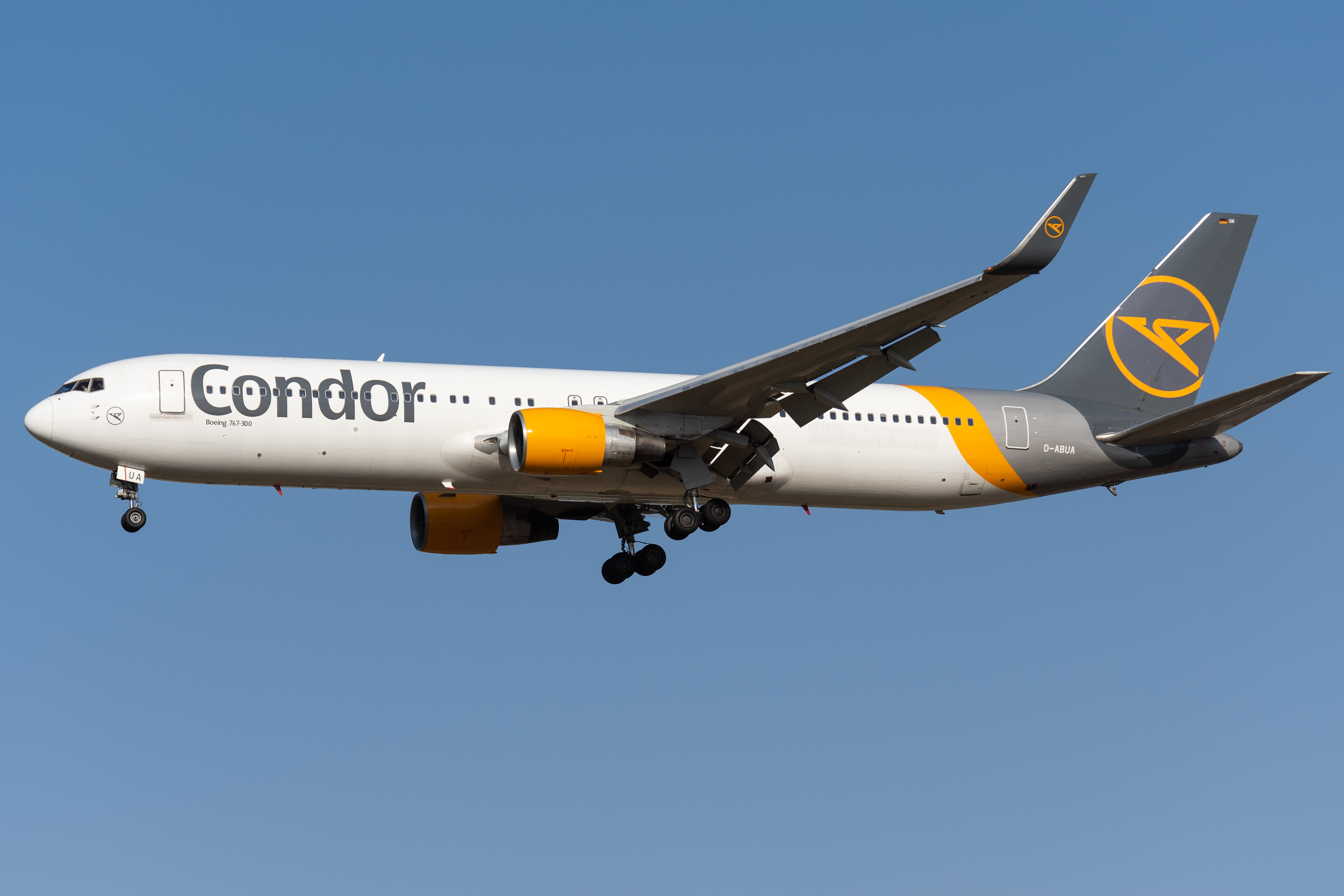
Un Boeing 767-300ER con la nuova livrea del gruppo Thomas Cook.

Nel dicembre del 2010 il gruppo Thomas Cook avviò un processo di rinnovo della propria flotta, scegliendo la famiglia Airbus A320 per gli aerei di corto e medio raggio di tutte le sue compagnie, con una revisione degli aerei di lungo raggio programmata per il 2011.
Il 17 settembre 2012 la compagnia siglò un accordo di codeshare con l'aerolinea messicana Volaris. Il 12 marzo 2013, Condor e la canadese WestJet hanno concordato un accordo di interline offrendo ai passeggeri 17 destinazioni da e per il Canada, grazie al quale entrambe le compagnie beneficiano una rete di collegamenti più vasta.
Sempre a partire dal 2013, Condor ha avviato il rinnovo di tutte le cabine dei suoi Boeing 767-300 di lungo raggio. Tutti i sedili di economy e premium economy sono stati sostituiti con nuovi sedili realizzati ZIM Flugsitz GmbH. Condor ha mantenuto la sua Premium Economy di successo, con un maggior spazio per le gambe ed un'aggiunta di nuovi servizi. Sono stati installati nuovi sedili della Business class (della Zodiac Aerospace) completamente automatici, con un'inclinazione massima di 170 gradi per formare un letto lungo 1.80m. Il nuovo IFE  includeva schermi personali per tutte e tre le classi di servizio. Il 27 giugno 2014 Condor ha completato l'aggiornamento di tutte le cabine dei suoi Boeing 767.
All'inizio del 2017 il CEO di Condor, Ralf Teckentrup, ha presentato un piano con un taglio di costi per 40 milioni di euro, a causa della perdita di 14 milioni di € relativa a costi operativi e la diminuzione di 1.4 miliardi di € del fatturato. Inoltre il numero di passeggeri è calato del 6%. Condor ha pianificato nuove rotte verso gli Stati Uniti: San Diego, New Orleans e Pittsburgh – tutti voli da operare con i Boeing 767-300ER.
Nel settembre 2019, il gruppo Thomas Cook ha dichiarato bancarotta. Il 25 settembre Condor si è assicurata linee di credito aggiuntive per 380 milioni di euro, per continuare a volare nonostante la chiusura della proprietaria. Lo stesso giorno, un tribunale di Francoforte ha autorizzato misure di protezione degli investitori per consentire la ristrutturazione di Condor. Il 1º dicembre 2019, il distretto di Francoforte ha aperto formalmente il procedimento ai sensi della clausola "Schutzschirmverfahren" (procedimento di scudo protettivo) con il liquidatore, Lucas Flöther, chiedendo ai creditori di registrare i loro crediti presso di lui entro l'8 gennaio 2020.

### 2020–presente

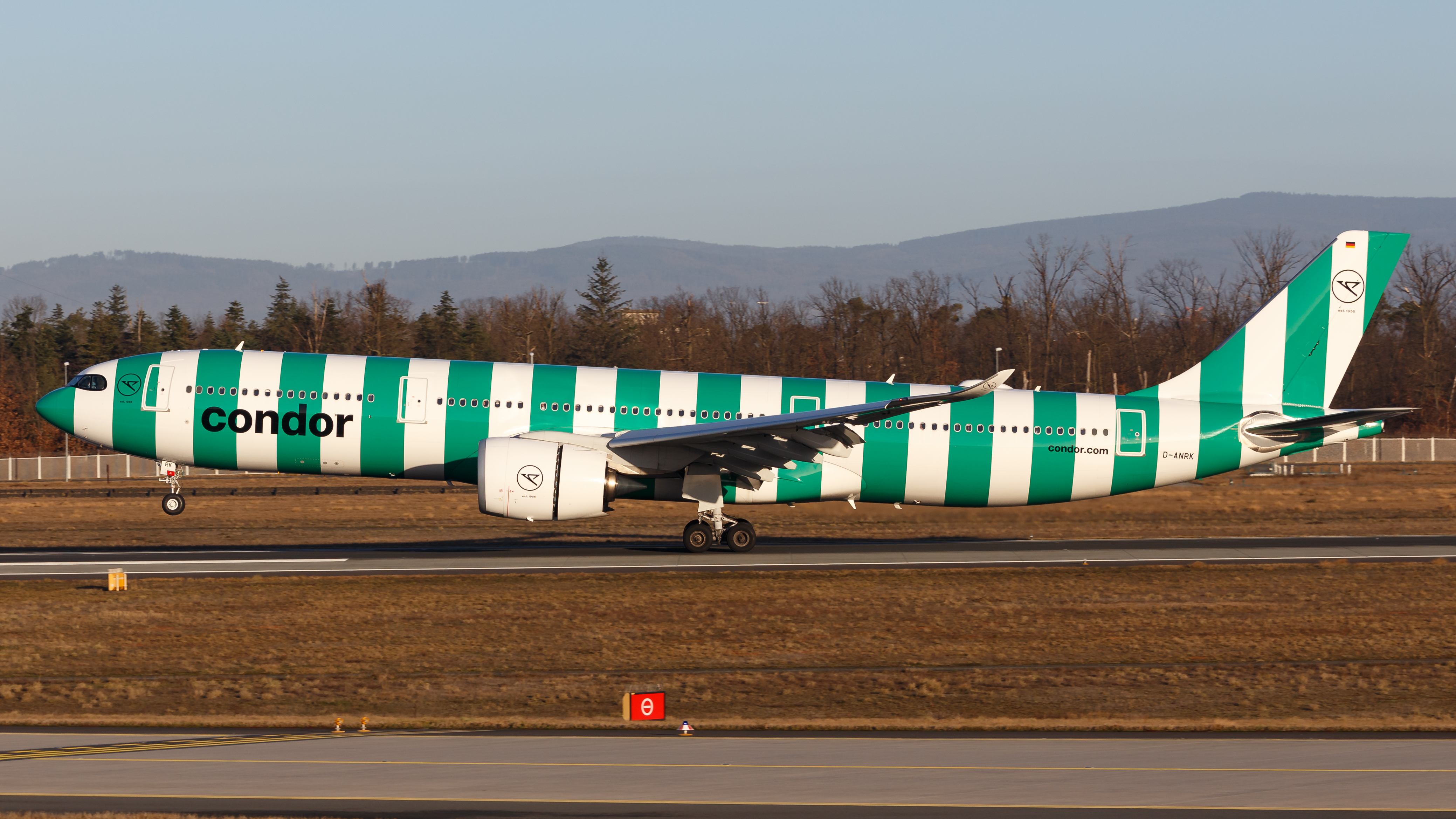
Un Airbus A330-900neo con la livrea del 2022.

Il 24 gennaio 2020 Condor ha annunciato che il PGL Polish Aviation Group, proprietario di LOT, aveva intenzione di acquistare Condor, concludendo l'accordo entro aprile 2020 una volta ottenuta l'approvazione dei regolatori. Con questo accordo, PGL avrebbe dovuto rimborsare integralmente il prestito ponte dalla Germania. Condor avrebbe continuato a operare con il proprio marchio e la dirigenza precedente. Tuttavia, il 2 aprile 2020 è stato annunciato che la vendita a LOT Polish Airlines era fallita.
Il 20 maggio 2021, Attestor Capital ha acquisito il 51% della compagnia. Ha annunciato che fornirà 200 milioni di euro di capitale proprio e altri 250 per modernizzare la flotta a lungo raggio di Condor. Nel luglio 2021 la Commissione europea ha ritenuto che il pacchetto di aiuti offerto dallo Stato tedesco a Condor fosse in linea con le norme dell'UE sugli aiuti di Stato. L'approvazione del pacchetto di aiuti per un valore totale di 240 milioni di dollari e il sostegno alla ristrutturazione di 378,7 milioni di dollari avevano lo scopo di consentire a Condor di tornare alla redditività.
Il 28 luglio 2021 la compagnia ha annunciato un ordine per 16 Airbus A330-900neo, per sostituire la propria flotta di Boeing 767-300ER.
Nell'aprile 2022 Condor ha annunciato un importante cambiamento alla propria identità aziendale, tra cui un logo rivisitato e una livrea completamente nuova composta da strisce in colori vivaci sull'intera fusoliera, in sostituzione del precedente design ereditaato dal gruppo Thomas Cook. Il 25 luglio 2022 la compagnia ha annunciato un ordine per 13 Airbus A320neo e 28 Airbus A321neo, per sostituire la flotta di medio raggio della famiglia Airbus A320 e di Boeing 757-300.
Nel dicembre 2024, un tribunale federale tedesco ha dichiarato terminato l'accordo di code-share tra Condor e Lufthansa. La collaborazione era rimasta in vigore fin da quando quest'ultima aveva ceduto al gruppo Thomas Cook le proprie quote, come misura chiesta dai regolatori per favorire la concorrenza nel mercato dei voli in Germania. Grazie all'accordo, tra le altre cose, Condor poteva beneficiare dei collegamenti di corto raggio del Gruppo Lufthansa per riempire i propri voli intercontinentali, e accumulare punti Miles&More sulle proprie rotte. In risposta, Condor ha annunciato un'importante revisione della propria rete di voli, cancellando alcune rotte di lungo raggio (Baltimora, Edmonton, Halifax, Minneapolis-Saint Paul, Phoenix e San Antonio), e aprendo una rete di destinazioni verso grandi città europee per alimentare i collegamenti rimanenti. Tra queste, ha annunciato per l'estate 2025 i suoi primi voli per Milano-Malpensa, Praga, Roma-Fiumicino, Vienna e Zurigo.

## Identità aziendale

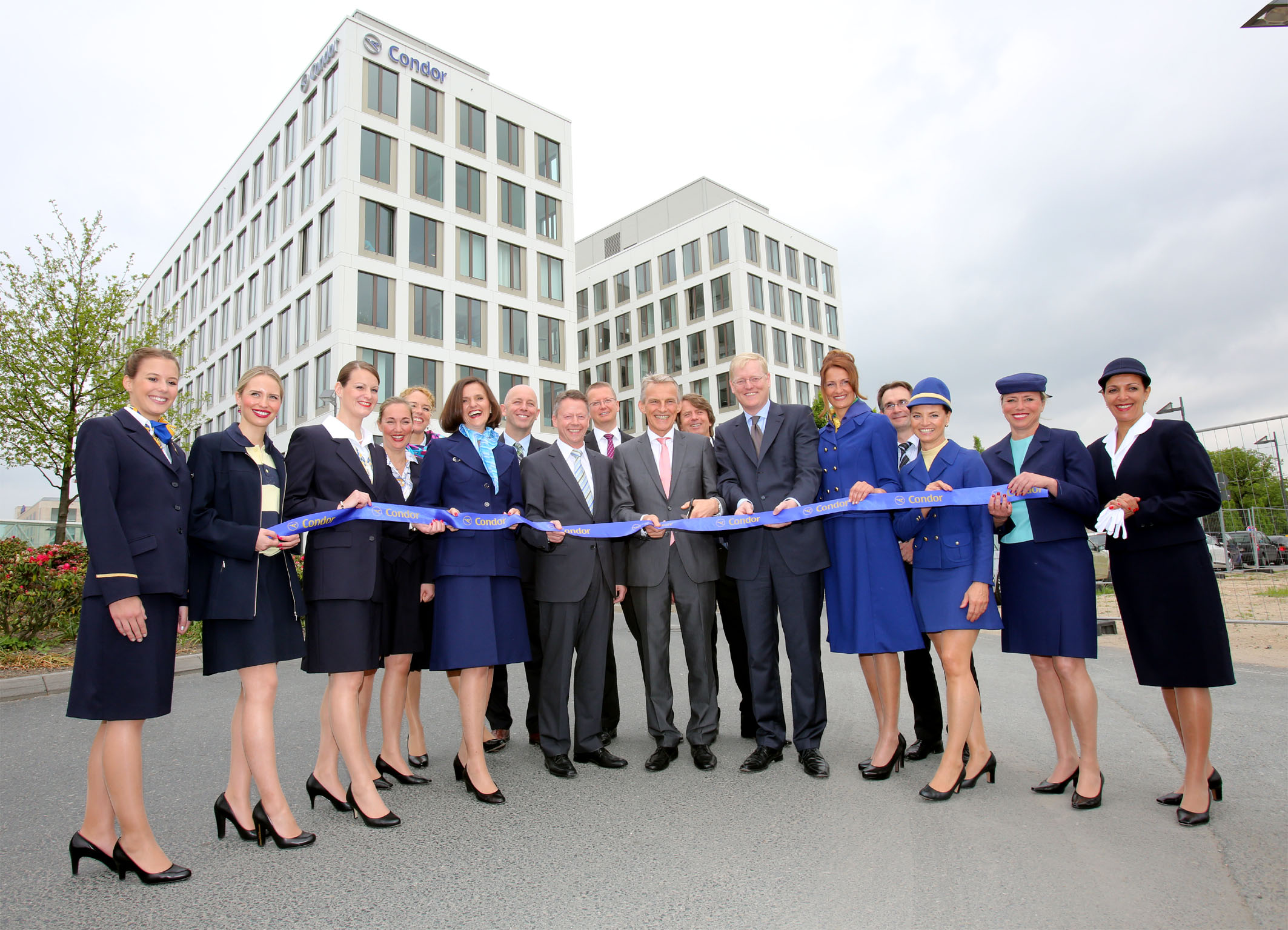
Gateway Gardens, l'ex quartier generale.

### Quartier generale
L'azienda aveva in origine sede a Kelsterbach; in seguito si è trasferita a Francoforte sul Meno, Assia. Dal 2020 la sede è situata a Neu-Isenburg.
Nel gennaio 2010 la compagnia ha organizzato un piano per una nuova sede a Gateway Gardens, un complesso di uffici situato lungo la Bundesautobahn 3, vicino all'aeroporto di Francoforte. Ralf Teckentrup, CEO di Condor, ha affermato che il nuovo quartier generale avrebbe collocato le operazioni della compagnia più vicino all'aeroporto. 380 dipendenti di terra lavoreranno nell'edificio, in cui si terranno anche i briefing pre-volo per circa 2.000 assistenti di volo. Groß & Partner e OFB Projektentwicklung hanno progettato la struttura di sette piani. L'edificio di 14.600 metri quadrati è situato tra il parco e la piazza centrale, nell'area "Quartier Mondo" di Gateway Gardens. Ospita la sede aziendale di Condor, un centro di formazione e istruzione con un simulatore di volo e la struttura per le operazioni di volo della compagnia aerea. 2.700 metri quadrati della struttura includono piccole unità affittate ad altri inquilini e un bar e un ristorante al primo piano dell'edificio. L'edificio è stato inaugurato nella primavera del 2012 e utilizzato dalla compagnia fino al 2020.

### Condor Berlin
All'inizio del 1998, Condor ha fondato Condor Berlin GmbH (CIB), una consociata interamente controllata con sede a Berlino-Schönefeld. Possedeva il codice ICAO "CIB" e operava sulle rotte a corto e medio raggio con i suoi Airbus A320-200, fino alla sua integrazione nella società madre il 1º maggio 2013.

## Cabina

### Business class
La business class di Condor è offerta su tutti gli Airbus A330-900neo. I sedili Zodiac Aerospace si trasformano in letti a 180 gradi, con la prima fila che dispone di spazio ulteriore. Rispetto ai precedenti Boeing 767-300ER, i sedili hanno sempre prese di corrente e USB, nonché uno schermo da 15 pollici (380 mm) per l'intrattenimento in volo, che però a differenza del passato, prevede contenuti interamente gratuiti. Inoltre, sui nuovi A330neo sono state aggiunte pareti divisorie tra i sedili, disposti in configurazione 1-2-1.

### Premium economy
La versione di lungo raggio (offerta su tutti gli Airbus A330-900neo) presenta gli stessi sedili della economy, con 15 centimetri (5,9 pollici) di spazio per le gambe in più. Inoltre, vengono offerti un servizio di bordo e un kit di accessori diversificati rispetto all'economy.

### Economy
L'economy class di lungo raggio di Condor è disponibile sugli Airbus A330-900neo. Tutti i sedili hanno un passo di 30 pollici con una larghezza di 17 pollici, oltre a schermi personali per l'intrattenimento di bordo. I sedili centrali sono leggermente più larghi (2 pollici, 51 mm) rispetto ai sedili che danno sul corridoio. La disposizione dei posti segue lo schema 2-4-2.
L'economy class di medio raggio è l'unica classe disponibile sui Boeing 757-300 e su tutti gli aerei delle famiglie A320 e A320neo. I sedili sono disposti secondo lo schema 3-3, senza schermi personali. Alcune file dispongono di spazio extra per le gambe.

### Intrattenimento in volo
Un monitor personale è disponibile su ogni posto in tutte le cabine degli A330neo, offrendo ai passeggeri l'accesso a circa 30 film, più di 50 serie TV, 24 canali radio e centinaia di musica audio di tutti i generi. Tutti i contenuti sono disponibili senza costi di upgrade.

## Destinazioni

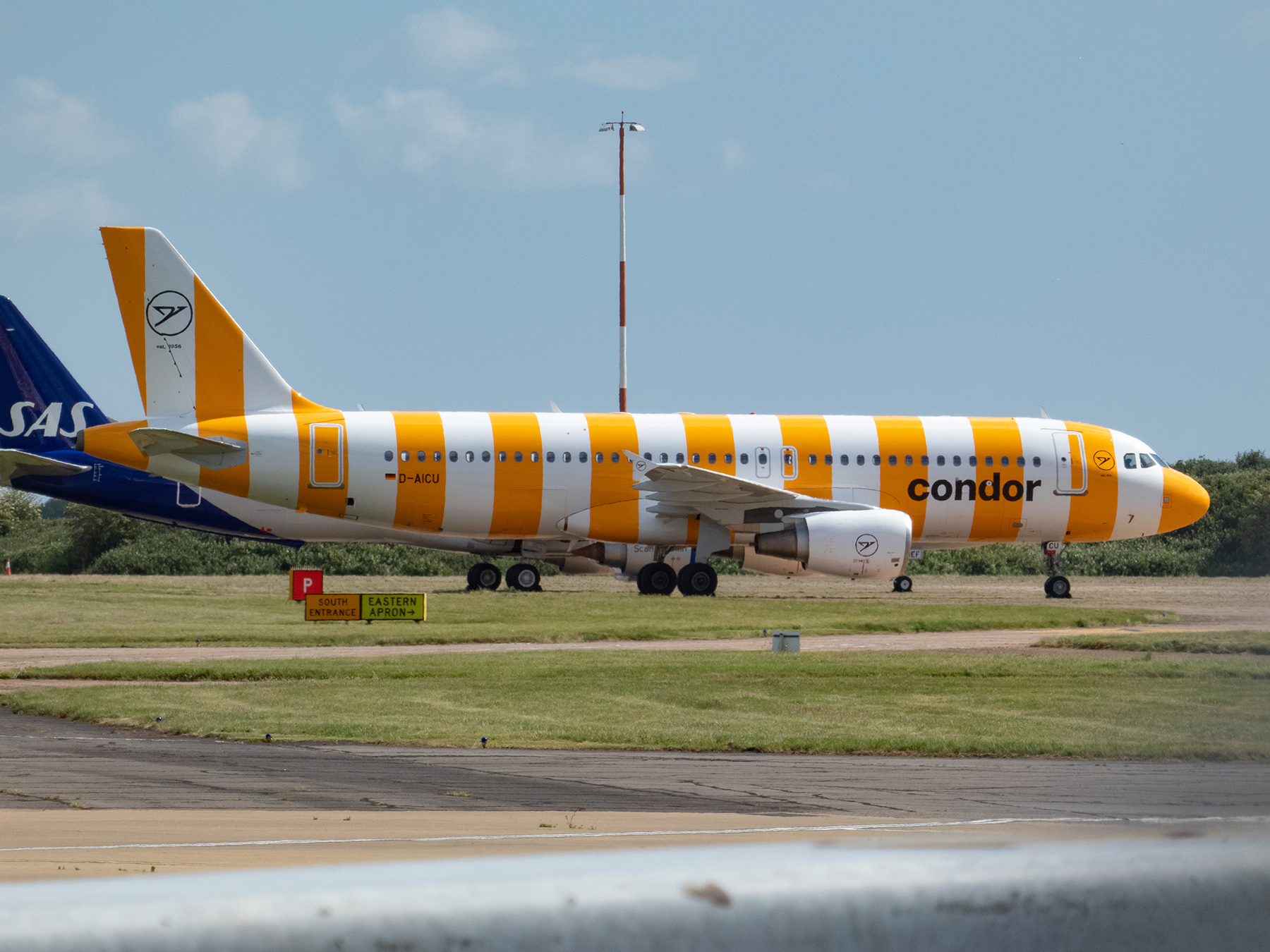
Un Airbus A320-200.

Al 2025, Condor Airlines raggiunge oltre 90 aeroporti in Europa, Asia, Africa, Nord America, Sud America e Caraibi. I voli sono operati dal proprio hub principale di Francoforte e da quello secondario di Monaco di Baviera. Alcuni collegamenti di breve-medio raggio sono effettuati anche da altre basi in Germania: Amburgo, Berlino, Düsseldorf, Lipsia e Stoccarda.

### Accordi commerciali
A marzo 2025 Condor ha accordi di code-share con le seguenti compagnie aeree:
- Alaska Airlines[39]
- Emirates
- WestJet

Condor ha accordi di interlinea con le seguenti compagnie aeree:
- airBaltic
- Air North
- Bahamasair
- Copa Airlines
- Flydubai
- Gol Transportes Aéreos
- JetBlue Airways
- Sun Country Airlines
- Volaris

## Flotta

### Flotta attuale

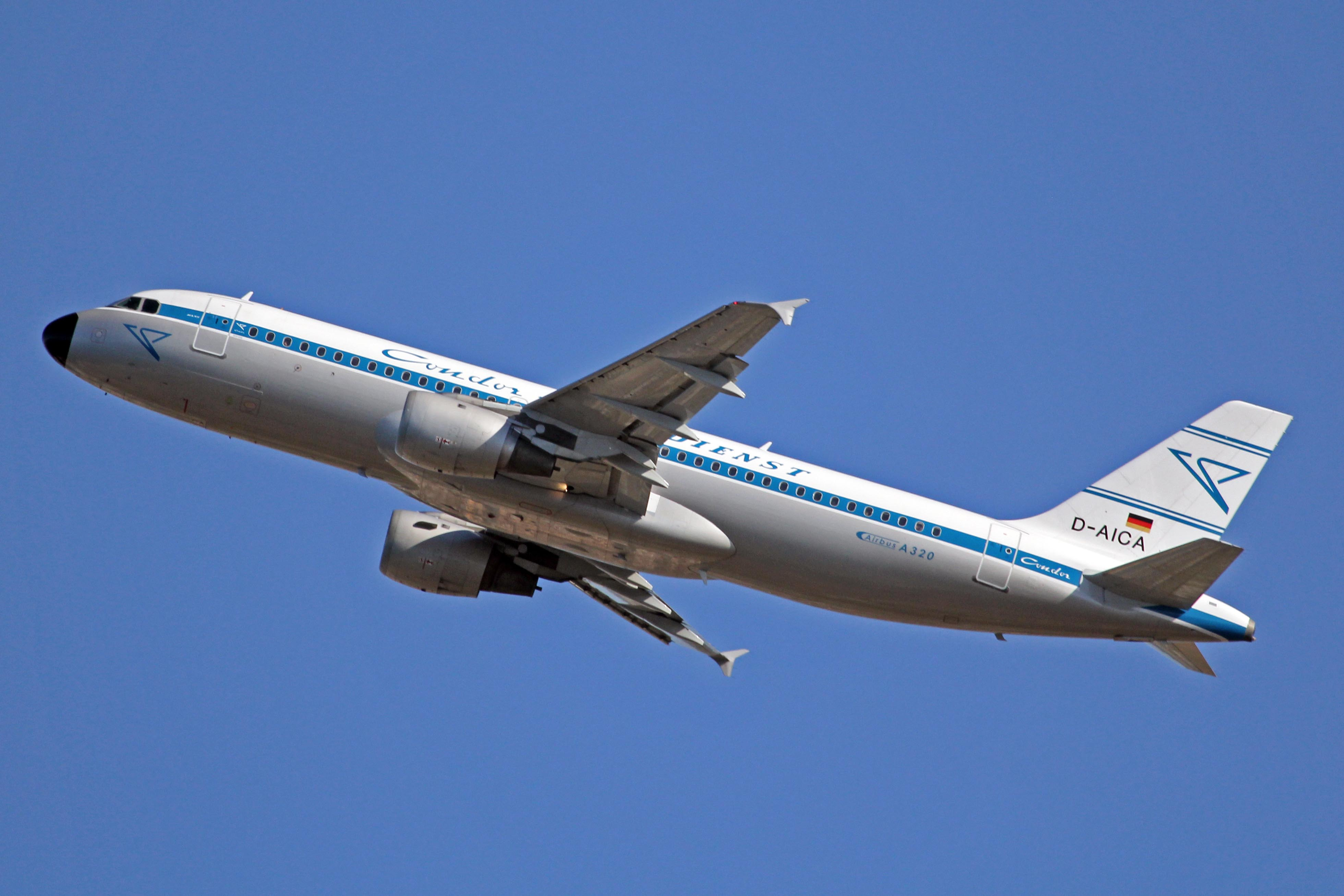
Un Airbus A320-200 in livrea rétro anni '60.

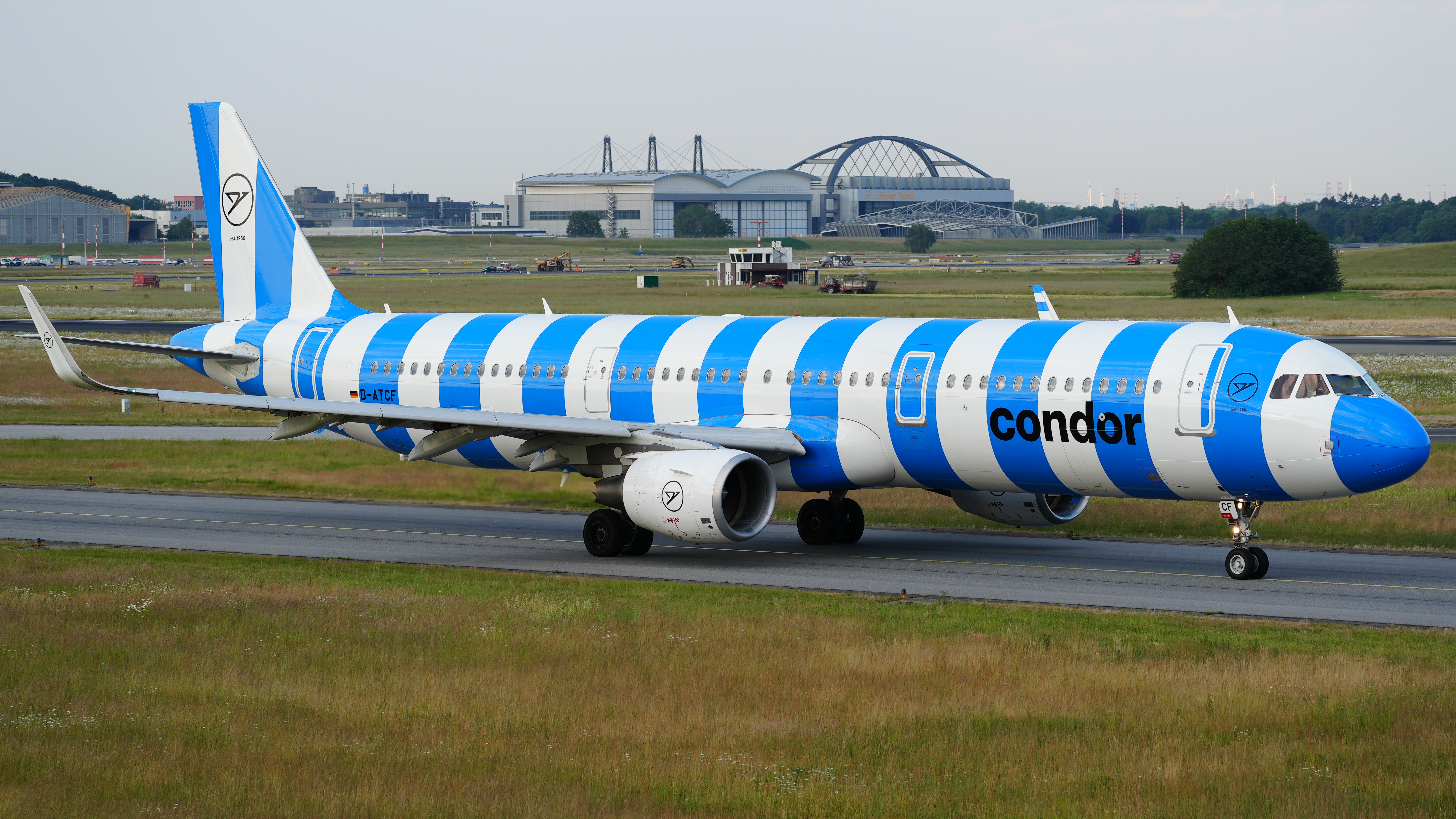
Un Airbus A321-200.

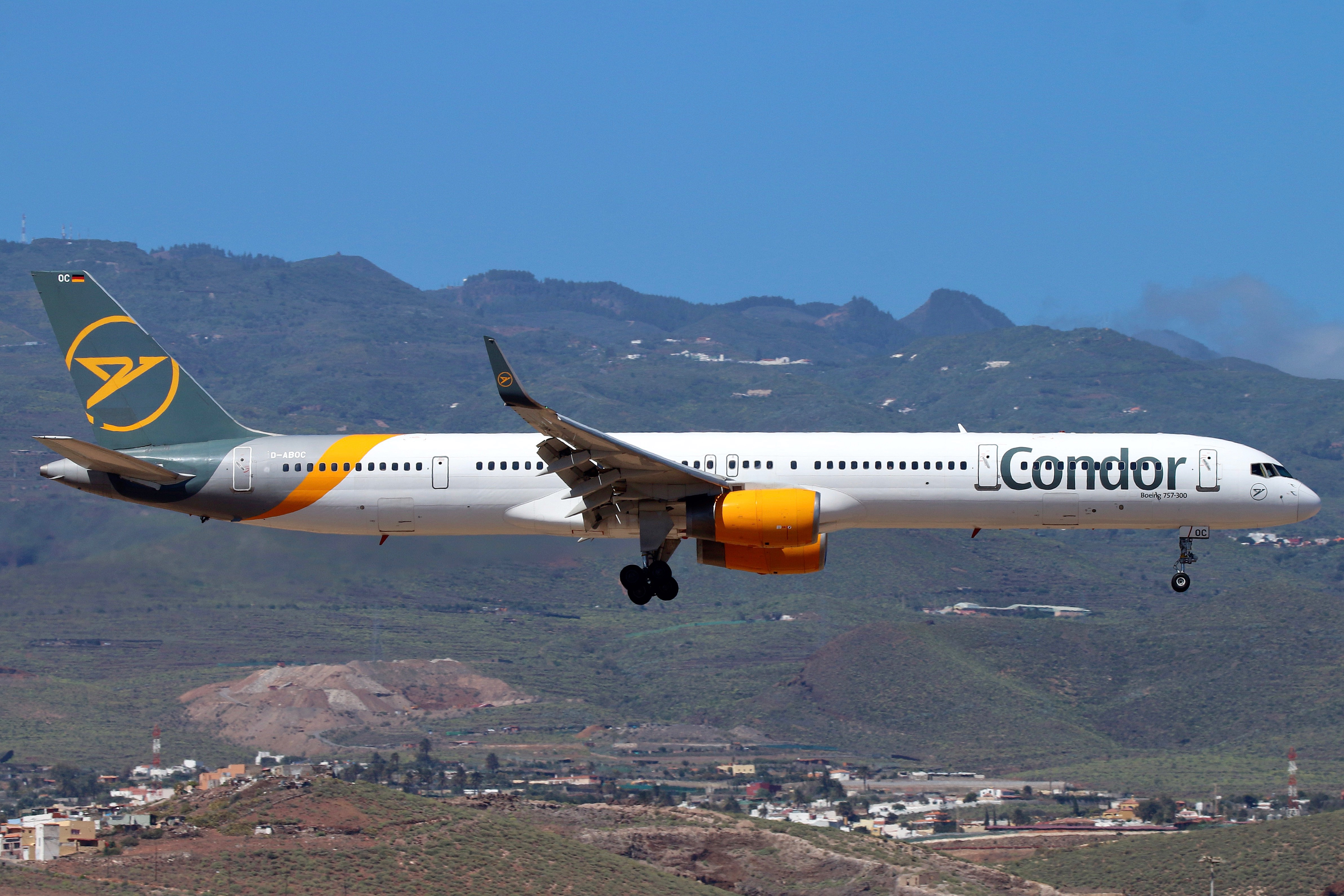
Un Boeing 757-300 nella livrea utilizzata fino al 2022.

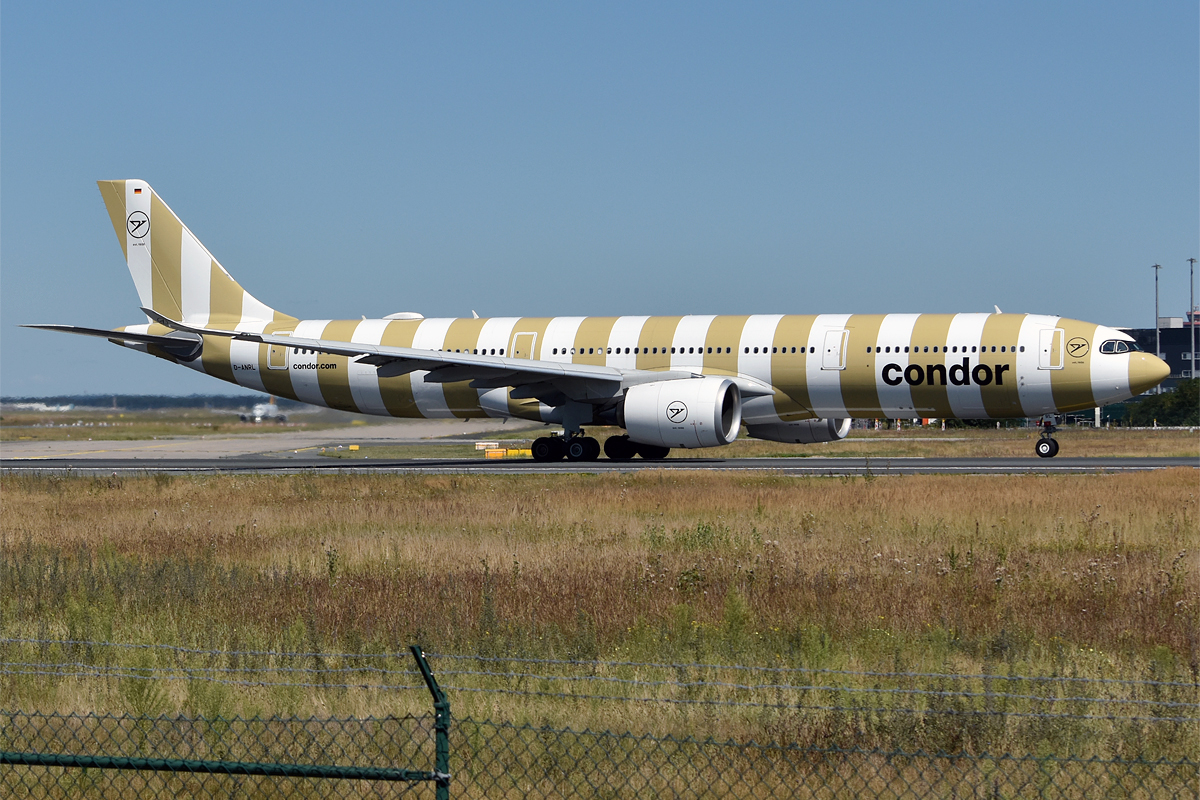
Un Airbus A330-900neo.

Ad agosto 2025 la flotta di Condor Flugdienst è composta dai seguenti aeromobili:

### Flotta storica

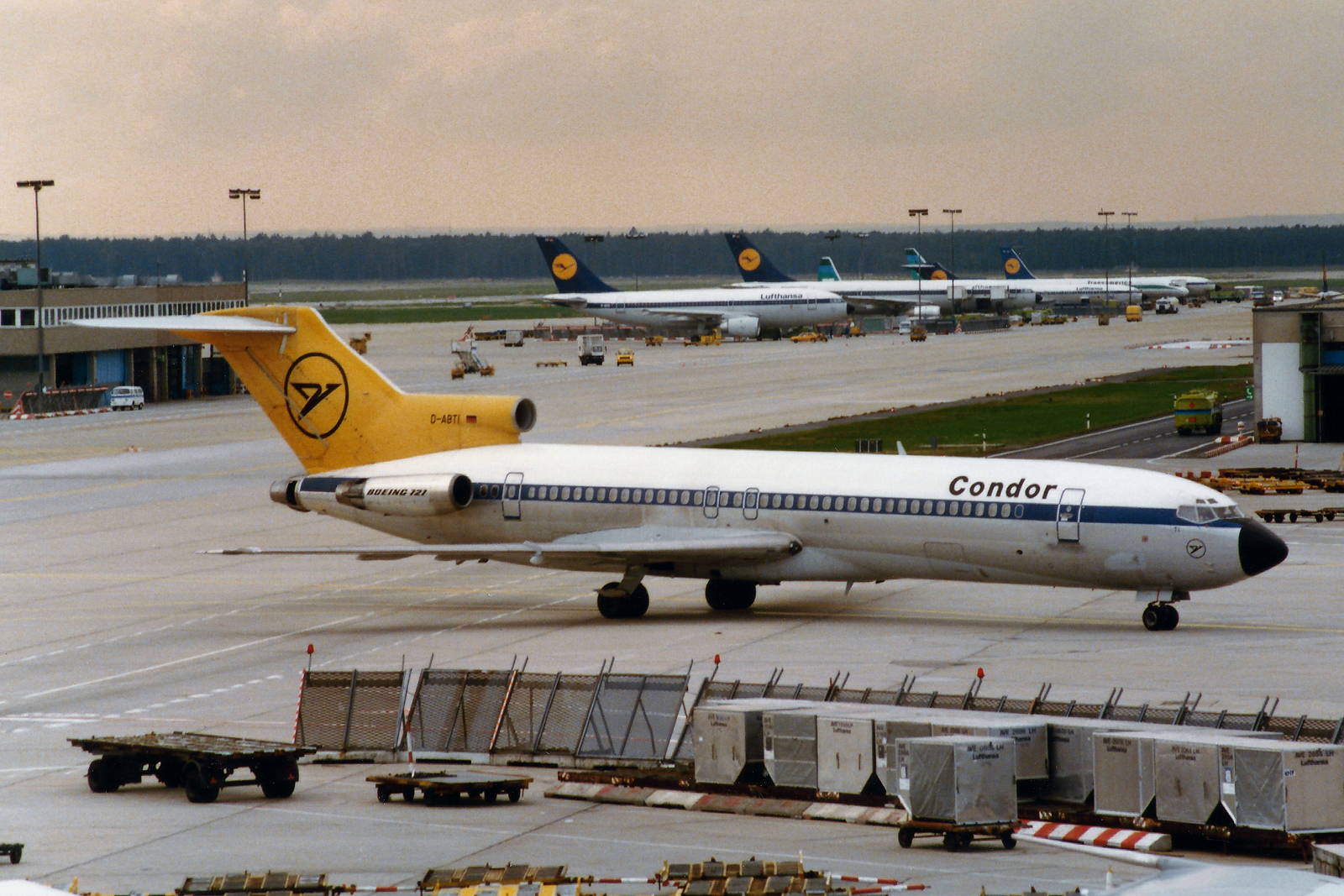
Un Boeing 727-200.

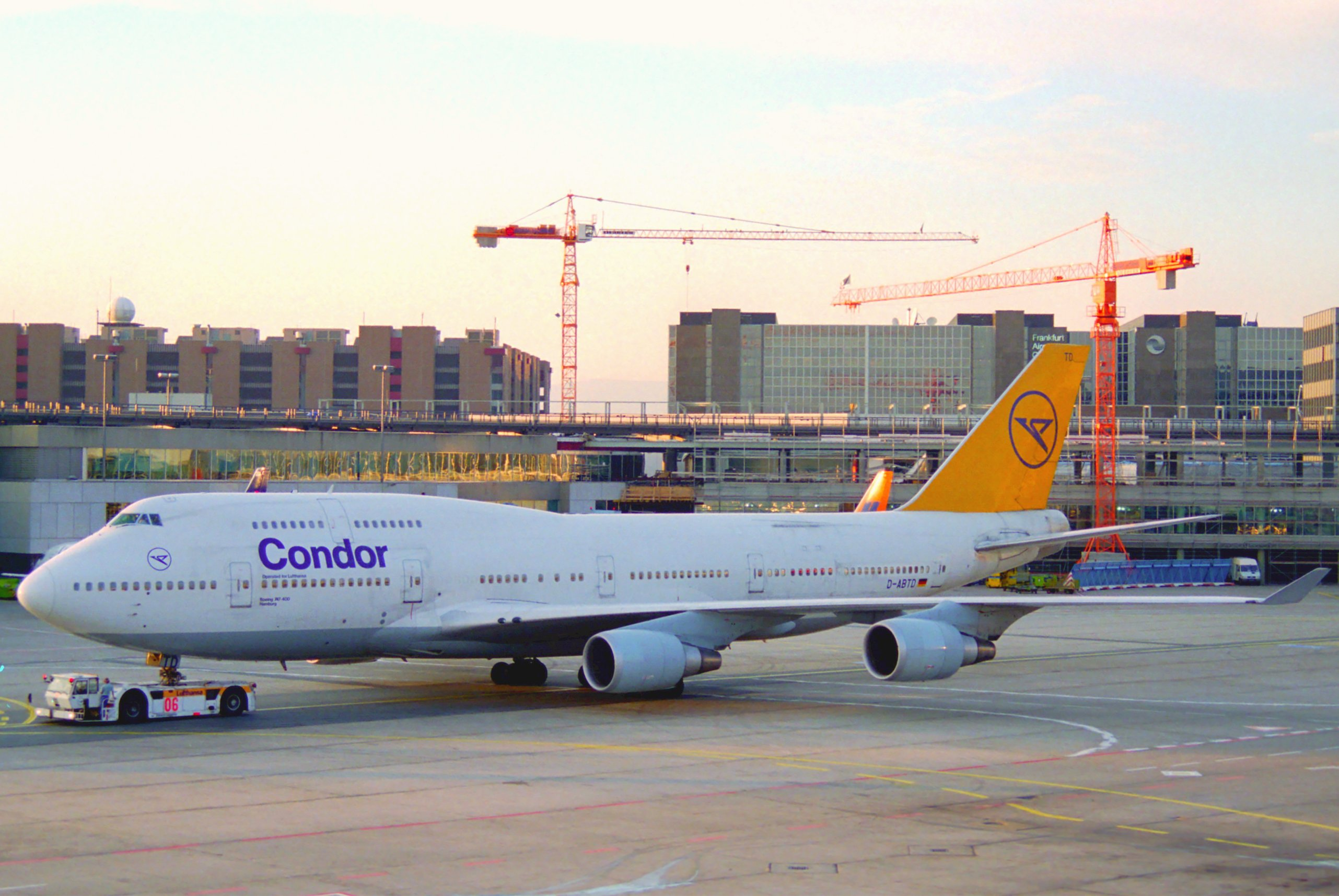
Un Boeing 747-400.

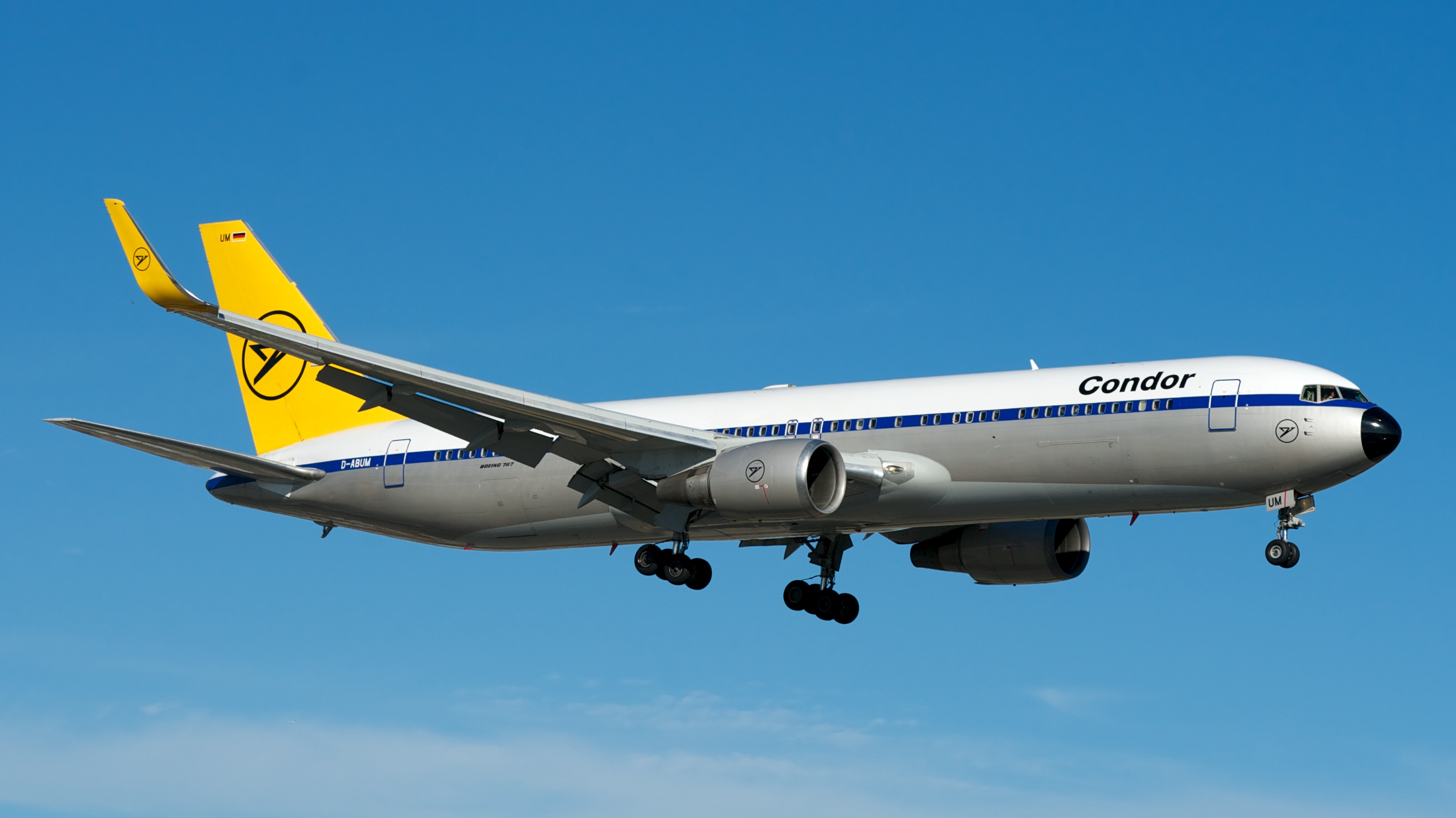
Un Boeing 767-300ER in livrea rétro anni '70.

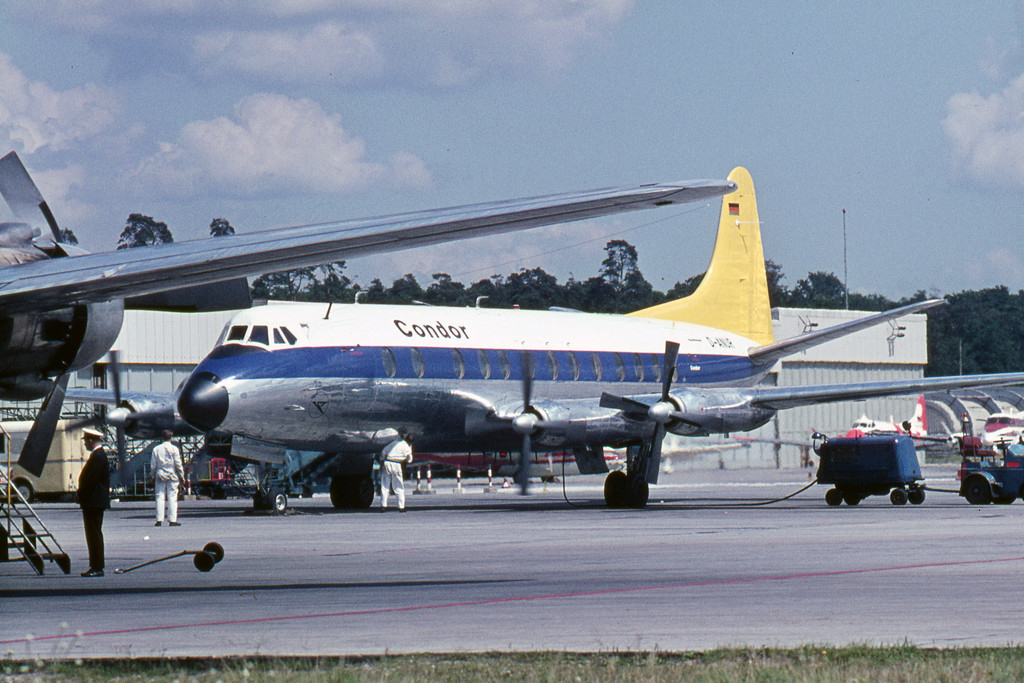
Un Vickers Viscount.

Condor Flugdienst ha operato in precedenza con i seguenti aeromobili:

## Incidenti

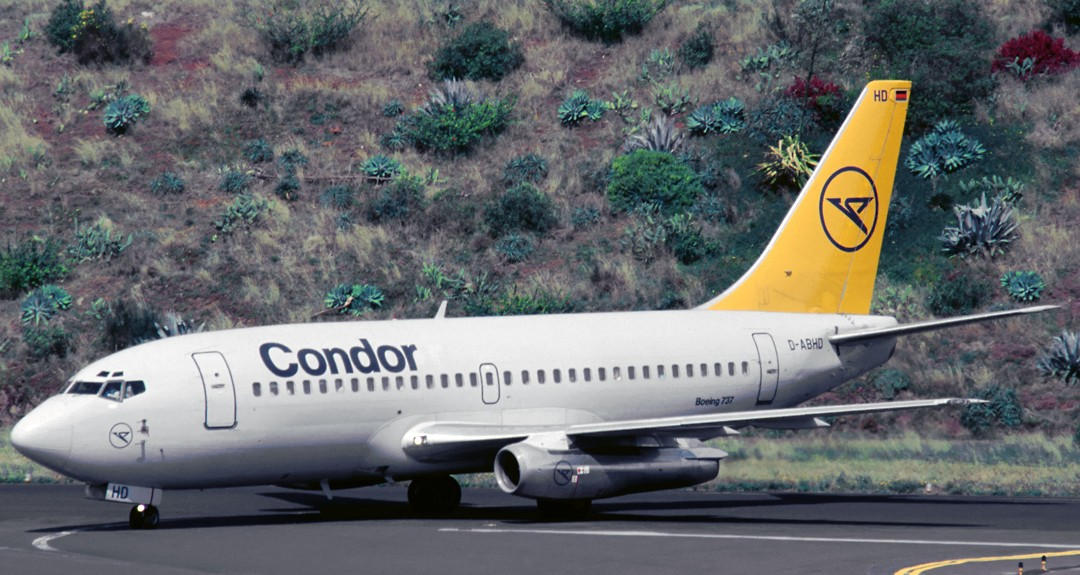
Il Boeing 737-200 precipitato in Turchia nel 1988.

- Il 2 gennaio 1988, il volo Condor 3782, operato da un Boeing 737-200, precipitò nel distretto di Seferihisar, in Turchia, a causa di errori di navigazione. Tutte le 16 persone a bordo persero la vita nell'impatto. Il volo era proseguito regolarmente fino alla parte finale, quando l'aeromobile, con il copilota ai comandi, venne autorizzato ad effettuare un avvicinamento strumentale all'NDB e poi alla pista 35. Tuttavia, l'ILS del Boeing venne attivato solo dopo il superamento dell'NDB, facendo così mancare all'equipaggio la virata finale. I piloti, confusi, seguirono un segnale sbagliato e colpirono la collina di Dümentepe, a 10,5 miglia nautiche dall'aeroporto, provocando la morte di tutte le 16 persone a bordo. L'indagine si concluse appurando che l'incidente era avvenuto a causa dell'uso errato degli aiuti alla navigazione. La causa venne attribuita principalmente alla mancata aderenza dell'equipaggio alle procedure aziendali, in particolare per quanto riguarda il coordinamento durante l'avvicinamento e le procedure di volo strumentale di base.[42]
- Il 2 dicembre 2015, un Airbus A321-200, con registrazione D-AIAF, mentre veniva rimorchiato all'aeroporto di Berlino-Schönefeld ha colpito con l'ala sinistra una torre di illuminazione, che crollando sull'aereo ha aperto uno squarcio sulla fusoliera, ferendo un tecnico presente a bordo. L'aereo è stato riparato e rimesso in servizio.[43]